# サンダースパイ
サンダースパイ（英語: Thunderspy）は、Intel Thunderbolt端子に起因するセキュリティ脆弱性の一種である。2020年5月10日に初めて公表された。
この脆弱性により、攻撃者は悪意あるメイド攻撃（所有者が離席するなどして端末が無人になった状態を利用した攻撃）を用いて、短時間でコンピューターの情報にアクセスできるようになる可能性がある。対象となるコンピューターは数百万台に上るとみられる。

## 歴史
2020年5月10日、オランダのアイントホーフェン工科大学のビョルン・ルイテンベリ (Björn Ruytenberg) がサンダースパイ脆弱性を初めて公表した。

## 特徴
この脆弱性を発見したビョルン・ルイテンベリは、
と述べている。すなわち、悪意あるメイド攻撃を用いることで、攻撃者は約5分間でコンピューター上の情報への完全なアクセスを取得できるようになる恐れがある。
2019年に報告されたサンダークラップ脆弱性（Thunderclap）もThunderbolt端子を通じてコンピューターのファイルにアクセスするというものであり、両者はよく似た脆弱性となっている。

## 影響
Intel Thunderbolt端子を搭載するApple、Linux、Windowsの端末（2019年以前に製造されたすべての端末、およびそれ以降に製造された一部の端末）がサンダースパイ脆弱性の対象となり、合わせて数百万台が影響を受けるとみられる。
もっとも、この脆弱性による影響の大きさは、攻撃者がどれだけ的確に攻撃を遂行できるかによって限定される。攻撃者には、脆弱性を有するThunderboltコントローラーを搭載した端末への物理的接触と、Thunderboltコントローラーのファームウェアを書き換えられるようなROMチップが必要である。加えて、サンダースパイ脆弱性を用いた攻撃手順のうち、コントローラーのファームウェアを書き換える部分に関しては、端末がスリープ状態となっている必要がある。

## 解決策
ルイテンベリは、サンダースパイ脆弱性にはソフトウェアによる簡単な解決策が存在せず、Thunderboltポートを完全に無効化することによってのみ緩和できると主張している。一方、Intelは、ビジネス用端末に備えられている多くの侵入防止機能を有効にすることによって、この攻撃（端末の電源をオンにしたままカーネルレベルのメモリを読み取る）の影響は、大幅に緩和されるとしている。

## 関連文献
- Carrie Mihalcik (2020年5月12日). “「Thunderbolt」に脆弱性、数分でデータ取得の恐れ--研究者が「Thunderspy」攻撃明らかに”.   CNET Japan. 2020年5月17日閲覧。
- 中村真司 (2020年5月12日). “Thunderboltに数分でハッキング完了可能な脆弱性。2011年以降のPCが対象”.   PC Watch. 2020年5月17日閲覧。
- 鈴木聖子 (2020年5月12日). “Thunderboltに不正アクセスの脆弱性、5分の離席で全てのデータが盗まれる危険も”.   ITmedia エンタープライズ. 2020年5月17日閲覧。